# Icariotis nigrans
Icariotis nigrans là một loài bọ cánh cứng trong họ Cerambycidae.